# Yakbutter

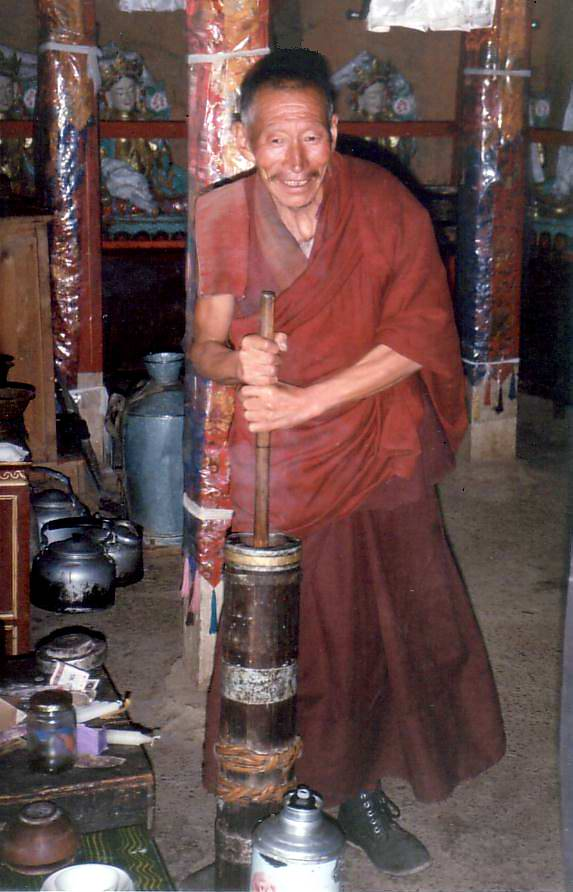
Tibetischer Mönch bei der Herstellung von Buttertee

Als Yakbutter bezeichnet man die unterschiedlichen Butterzubereitungen, die aus Yakmilch hergestellt werden. Verwendet wird für die Herstellung von Yakbutter sowohl unhomogenisierte und unpasteurisierte als auch abgekochte Yakmilch sowie fermentierte Milchvorprodukte.
Der Fettgehalt von Yakmilch ist höher als der von Kuhmilch. Sie ist deswegen für die Herstellung von Butter und anderen fettreichen Produkten besonders geeignet. Bei der Butterherstellung gibt es regional voneinander abweichende Verfahren. In Nepal wird die Milch vor der Butterung gekocht und mit einer Starterkultur meist in Form von Joghurt gesäuert. Die Milch gerinnt dadurch. Am folgenden Tag wird die geronnene Milch in einem Butterfass verbuttert. Beim Verbuttern trennt sich das Butterfett von der Buttermilch. Die gewaschenen Butterklumpen werden traditionell in Säcken aus Yak- oder Ziegenleder aufbewahrt.
Die mongolische Küche kennt außerdem ein Butterschmalz, das Ähnlichkeit zum indischen Ghee aufweist. Dieses sogenannte Sar Tos wird aus Öröm hergestellt. Beim Öröm wird, ähnlich wie bei der Herstellung von Clotted Cream, die Milch ebenfalls erst erhitzt und der Rahm abgeschöpft. Der Rahm wird zur Herstellung von Sar Tos über längere Zeit gesammelt und fermentiert dabei. Durch Schmelzen des Öröms wird ein Butterschmalz gewonnen, das häufig im gesalzenen Buttertee genossen wird.

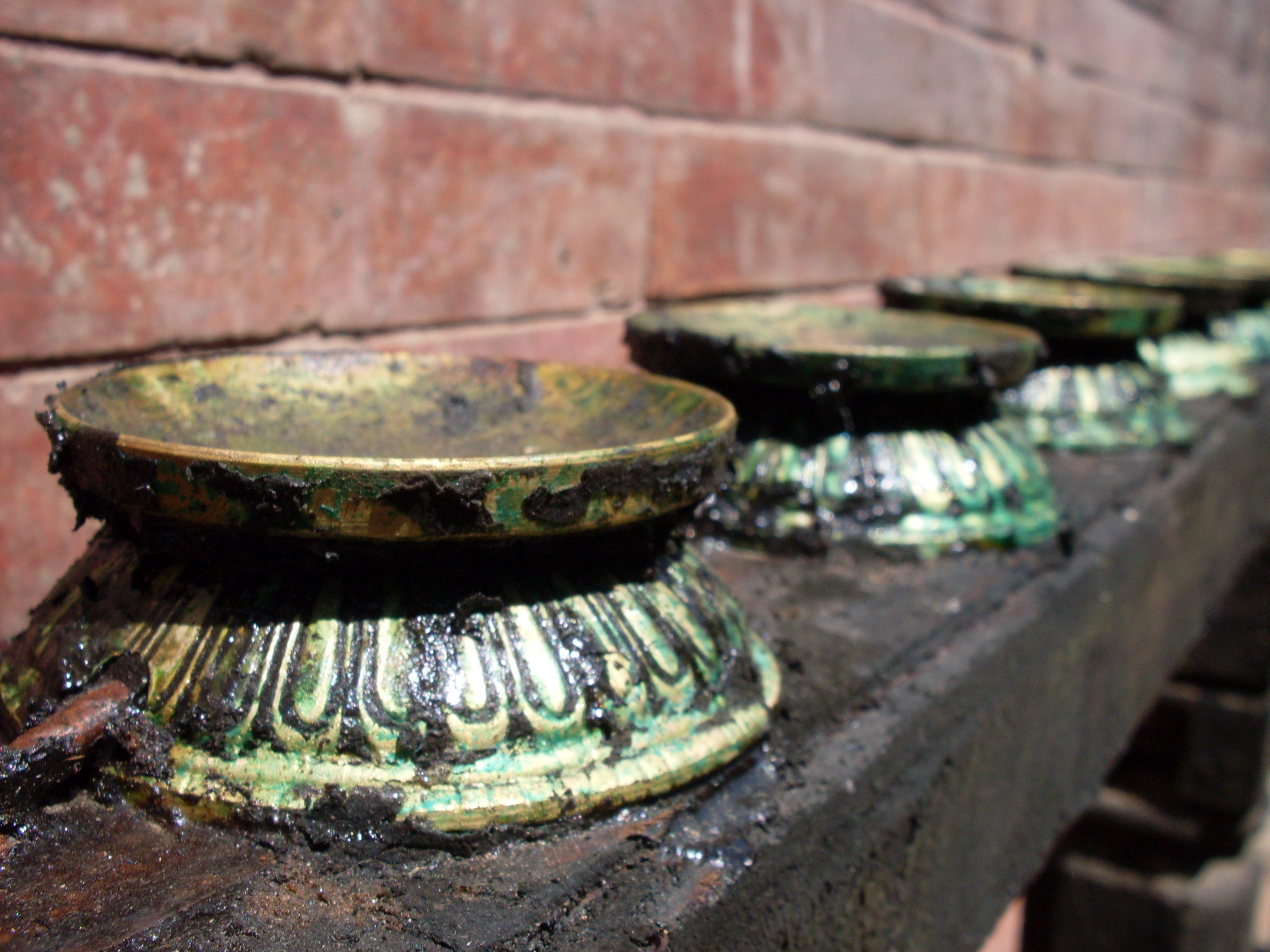
Butterlampen an einer buddhistischen Stupa in Nepal

Yakbutter findet auch Verwendung in religiösen Zeremonien. Sie wird beispielsweise bei buddhistischen Zeremonien als Brennstoff in kleinen Lämpchen verwandt und zählt auch zu den rituellen Opfergaben. Butter wird für die Haarpflege und bei der Herstellung von Leder aus Yakhäuten verwendet. Yakbutter ist außerdem für einige der Völker in Zentralasien ein wichtiges Handelsgut. Bis zur Grenzschließung nach der Annexion Tibets durch China im Jahre 1950 fand beispielsweise ein reger Handel zwischen Nepal und den buddhistischen Klöstern Tibets statt. Die yakhaltende nepalesische Bevölkerung tauschte dabei Yakbutter vor allem gegen Salz ein. Nachdem die Grenzschließung den Handel unterband, wurden mit Schweizer Hilfe kleine Käsereien aufgebaut, um den Milchüberschuss sinnvoll verarbeiten zu können.